# Carposina percicana
Carposina percicana is een vlinder uit de familie van de Carposinidae. De wetenschappelijke naam van de soort is voor het eerst geldig gepubliceerd in 1899 door Matsumura.